# Nauki o rodzinie
Nauki o rodzinie (familiologia) – nauki interdyscyplinarne z zakresu zagadnienia małżeństwa i rodziny oraz wiedzy z obszaru nauk: psychologiczno-pedagogicznych, socjologiczno-prawnych, biomedycznych i filozoficzno-teologicznych. Zajmuje się aspektem rozwiązywania problemów z zakresu pomocy rodzinie.
Obejmuje m.in. takie przedmioty jak:
- antropologia,
- psychologia małżeństwa i rodziny,
- poradnictwo małżeńskie i rodzinne z terapią,
- mediacje rodzinne,
- komunikacja międzyosobowa,
- podstawy psychoterapii,
- przemoc domowa,
- teologia małżeństwa i rodziny,
- pedagogika rodziny,
- deficyty rozwojowe u dzieci,
- warsztat umiejętności pomagania,
- uzależnienia i współuzależnienie,
- psychopatologia,
- psychoprofilaktyka,
- podstawy coachingu,
- etyka małżeńska,
- psychologia prenatalna,
- psychologia rozwojowa,
- psychologia rodziny,
- socjologia rodziny,
- seksuologia,
- prawo kanoniczne,
- prawo rodzinne,
- pedagogika rodziny,
- pedagogika społeczna,
- pedagogika specjalna